# NGC 5449
NGC 5449 — часть галактики в созвездии Большая Медведица.
Этот объект входит в число перечисленных в оригинальной редакции «Нового общего каталога».